# Snježana Kordić

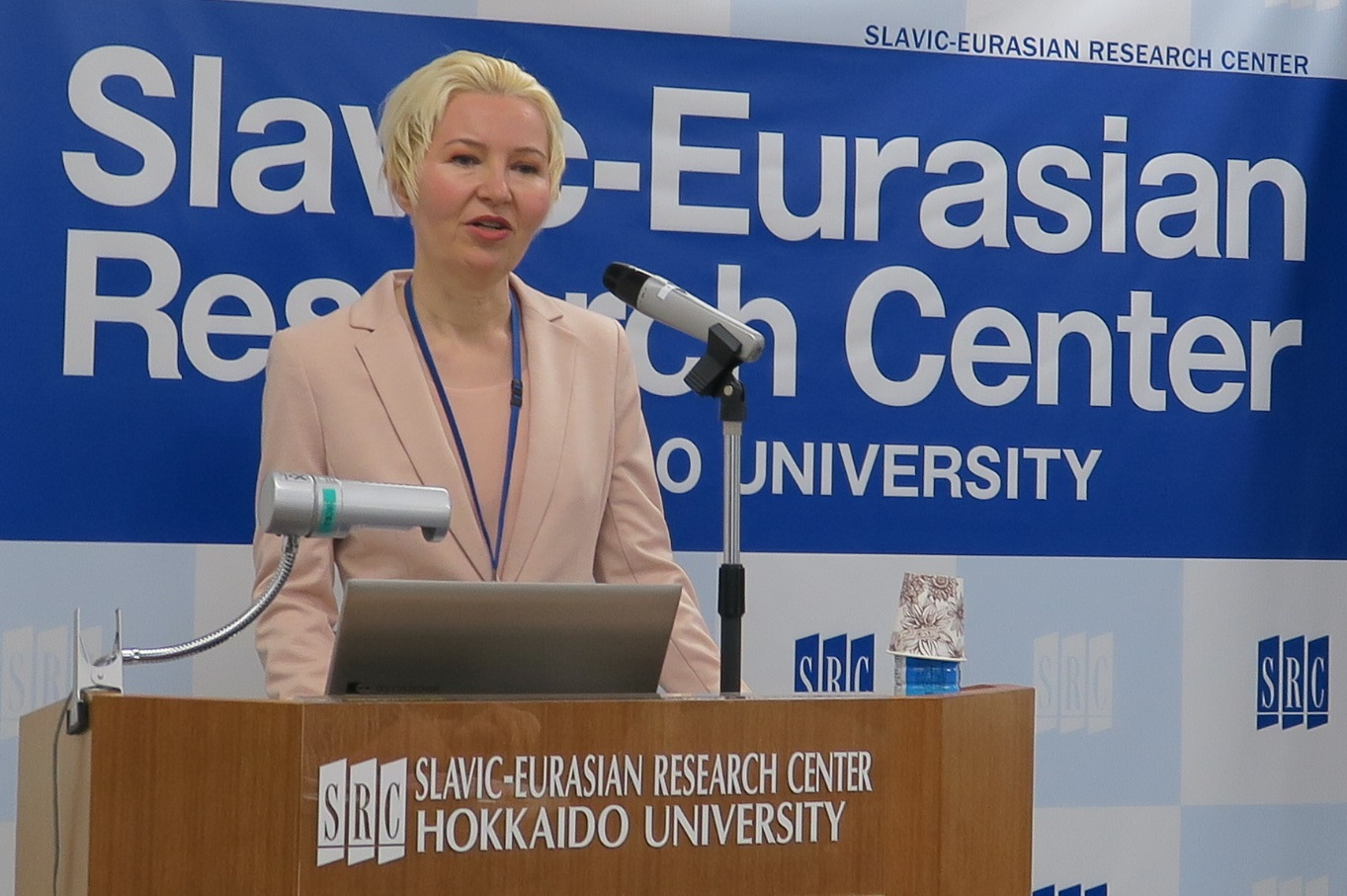
Snježana Kordić als Keynote-Speaker auf einer Konferenz in Japan (2018)

Snježana Kordić [ˈsnjɛʒʌnʌ ˈkɔːrditʃ] ⓘ (* 29. Oktober 1964 in Osijek, SR Kroatien, Jugoslawien) ist eine kroatische Kroatistin und Sprachwissenschaftlerin. Sie gilt in Kroatien als wichtigste Kritikerin des dortigen Sprachpurismus.

## Werdegang
Snježana Kordić studierte Serbokroatisch und südslawische Literatur an der Philosophischen Fakultät der Josip-Juraj-Strossmayer-Universität Osijek und diplomierte 1988. Postgraduiertenstudium der Linguistik und Kroatistik absolvierte sie an der Universität Zagreb 1992 und promovierte 1993. Mitglieder der Dissertationskommission waren Ivo Pranjković, Josip Silić, Milan Mihaljević und Vladimir Anić.

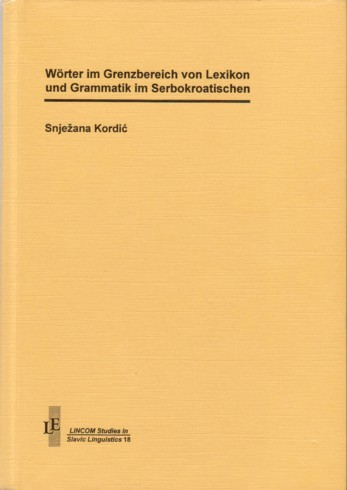
Wörter im Grenzbereich von Lexikon und Grammatik im Serbokroatischen

Im Jahr 2002 habilitierte sie sich an der Westfälischen Wilhelms-Universität in Münster und erhielt die venia legendi für Slavische Philologie. Mitglieder der Habilitationskommission waren Gerhard Birkfellner (Münster), Wilhelm Grießhaber (Münster), Karl Gutschmidt (Dresden), Helmut Jachnow (Bochum) und Peter Rehder (München). Habilitationsschrift: „Wörter im Grenzbereich von Lexikon und Grammatik im Serbokroatischen“; studiengangsbezogene Lehrveranstaltung: „Tempora des Russischen“; Habilitationskolloquium: „Serbokroatisch vs. Kroatisch, Serbisch, Bosnisch, Montenegrinisch“.
1990 war Kordić wissenschaftliche Hilfskraft am Kroatistik-Lehrstuhl der Universität zu Osijek und danach wissenschaftliche Assistentin am Lehrstuhl für Kroatische Sprache der Philosophischen Fakultät in Zagreb. Von 1993 bis 2007 war sie an deutschen Universitäten tätig: als wissenschaftliche Mitarbeiterin am Seminar für Slavistik der Ruhr-Universität Bochum und am Institut für Vergleichende Sprachwissenschaft, Phonetik und Slavische Philologie der Johann Wolfgang Goethe-Universität Frankfurt am Main; als Hochschuldozentin am Slavisch-Baltischen Seminar der Westfälischen Wilhelms-Universität Münster und als Gastprofessorin am Institut für Slawistik der Humboldt-Universität zu Berlin.

## Werk

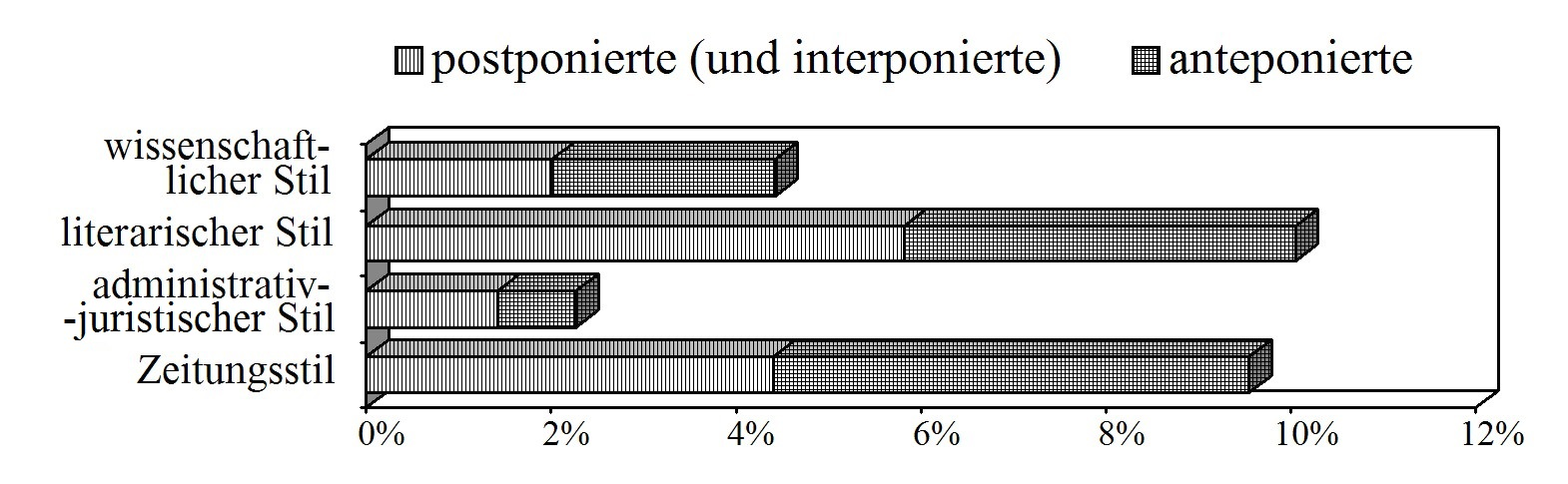
Vorkommenshäufigkeit von freien Relativsätzen (2–10%) in einem Korpus von Relativsätzen im Serbokroatischen (Kordić)

Kordić veröffentlichte mehrere sprachwissenschaftliche Bücher und hundertfünfzig linguistische Arbeiten im Bereich der Grammatik, Syntax, Textlinguistik, Diskursanalyse, Pragmatik, Korpuslinguistik, quantitativen Lexikologie, Soziolinguistik, Sprachpolitik. Vor allem befasste sie sich mit Relativsätzen, Personal- und Demonstrativpronomina, Höflichkeitsformen, Definitheit, Textkohäsion, Anaphorik, Kataphorik, Deixis, Koreferenz, Adverbien, Modalverben, Wortstellung, Numerus, Germanismen, Existenzsätzen und Konjunktionen.
Einer breiteren Öffentlichkeit bekannt wurde sie durch ihr 2010 veröffentlichtes Buch zum Thema Sprache und Nationalismus (Jezik i nacionalizam). Darin befasst sie sich mit der Frage, welchen Einfluss Sprache auf die Schaffung neuer Identität in Kroatien hat und wie Nation, Identität, Kultur und Geschichte von politisch motivierten Linguisten missbraucht werden. Das Buch zog ein großes Medieninteresse auf sich: Die Autorin gab an die 60 Interviews, vor allem in Kroatien aber auch in Bosnien-Herzegowina, Serbien und Montenegro. Deutsche Zeitungen haben ebenfalls darüber berichtet. Zudem ehrte die Süddeutsche Zeitung den Verleger Nenad Popović als einen der sechs Personen aus aller Welt, die sich 2010 um den Frieden verdient gemacht haben. In der Begründung der Entscheidung wird hervorgehoben, dass er in 2010 das Buch Jezik i nacionalizam von Kordić veröffentlicht hat, das „ein Schlag ins Gesicht der Nationalisten“ war. Das Buch Jezik i nacionalizam ist 2017 die Inspiration für die Deklaration zur gemeinsamen Sprache geworden.
Die Werke von Kordić wurden mehrfach in internationalen Fachzeitschriften positiv rezensiert.

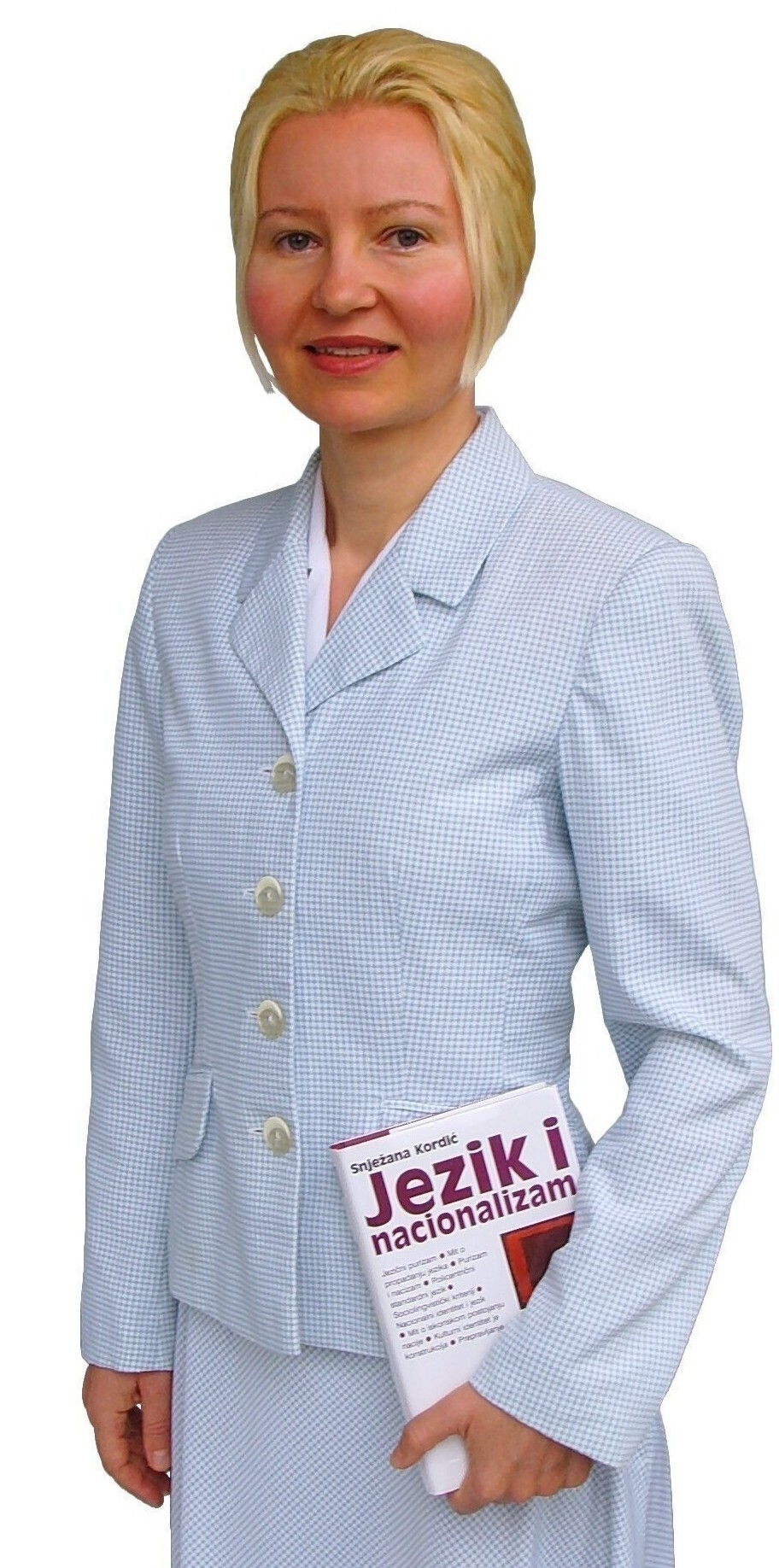
Snježana Kordić (2010)

So schreibt Goran Miljan zu ihrem Buch Jezik i nacionalizam:

„Kordić erarbeitet die Ideen von Sprache, Linguistik, Politik, Geschichte, Kultur, etc. in einer gut strukturiert und akademisch höchst lobenswerten Art und Weise. Das Buch bietet dem Leser das Verständnis der hoch politisierten Sprachpolitik im ehemaligen Jugoslawien. […] Die heftigen Reaktionen auf das Buch können nicht überraschen: Während einige Intellektuelle das Buch lobten, sahen viele es als notwendig, in den Kampf gegen eine solche Ketzerei zu ziehen.“

Der polnische Slawist Henryk Jaroszewicz schließt seine in der Fachzeitschrift Socjolingwistyka erschienene Rezension folgendermaßen ab:

„Zusammenfassend kann man voller Überzeugung sagen, dass ‘Jezik i nacionalizam’ eine kapitale Monographie ist. […] Man kann sogar wagen zu sagen, dass die Monographie Snježana Kordićs das Potenzial hat, ein Meilenstein in der Geschichte der Kroatistik zu werden, ein epochales Werk - im wahrsten Sinne des Wortes - für die kroatische Sprachwissenschaft. Zum einen wird in ‘Jezik i nacionalizam’ ein breites soziolinguistisches Spektrum der wichtigsten Phänomene und sprachlichen Prozesse im Zusammenhang mit der Entwicklung und dem Funktionieren des kroatischen Standards im 20. Jahrhundert auf objektive Weise dargestellt. Außerdem ist darin auch eine treffende Diagnose des Zustands des zeitgenössischen kroatischen Kommunikationsraums enthalten. Darüber hinaus werden darin zahlreiche Mythen enthüllt, die in der kroatischen Linguistik tief verwurzelt sind und seit Jahrzehnten negative Auswirkungen auf die Entwicklung der Sprache Kroatiens haben. Snježana Kordićs Werk kann somit eine Art Katharsis in der Kroatistik werden, eine hervorragende und aufrichtige Abrechnung mit der Ära, in der die kroatische Linguistik so oft in der wissenschaftlichen Stagnation steckte und von der kroatischen Elite auf eine Waffe im politischen Kampf für den kroatischen Staat herabgesetzt wurde. Die Frage ist nur, ob die heutige Kroatistik und die heutige kroatische Gesellschaft schon bereit sind, ein Werk wie ‘Jezik i nacionalizam’ zu akzeptieren?“

In der italienischen Zeitschrift Studi Slavistici hebt Maria Rita Leto in ihrer Rezension Folgendes hervor:

„Seit Jahren versucht Kordić in Kroatien, den Knoten zu lösen, der Linguistik, Nationalismus und Politik bindet (und deshalb wird sie seit Jahren ausgegrenzt und angegriffen). […] Wieder trennt Kordić geduldig den linguistischen Aspekt von der Politik, mit dem Wunsch, sich strikt an die Grundsätze der Linguistik zu halten, um ihre Unabhängigkeit von der nationalistischen Propaganda und Manipulation zu behaupten. […] Das Buch von Snježana Kordić ist ein klar geschriebenes und analytisches Buch, das man mit Vergnügen liest.“

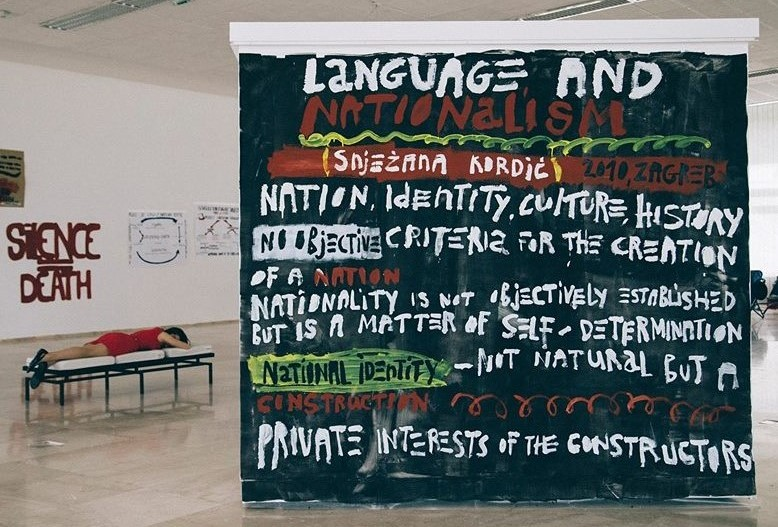
Buchkapitel handschriftlich

In der Rezension des Buchs Jezik i nacionalizam, die in der Londoner Zeitschrift The Slavonic and East European Review erschienen ist, heißt es:

„mit diesem Buch bietet Kordić eine beispielhafte Geste, die zeigt, dass die Linguistik ihre Unabhängigkeit, die Würde und die hohen akademischen Standards gegen politische Manipulation behaupten kann.“

Jerzy Molas schreibt Folgendes in seiner Rezension, die in der Zeitschrift der Polnischen Akademie der Wissenschaften veröffentlicht wurde:

„Äußerst sorgfältig, mit Hilfe der umfassenden Literatur im Bereich der slawistischen und der allgemeinen Linguistik, Soziologie, Anthropologie und Politikwissenschaft, legt es alle bisher diskutierten Aspekte des Streits rund um die serbokroatische Sprache dar.“

In Pavel Krejčís Rezension, die in einer tschechischen philologischen Zeitschrift erschienen ist, heißt es:

„auf der Grundlage der wissenschaftlichen Argumente, welche die Autorin auf vierhundert Seiten geduldig erörtert, existiert Serbokroatisch objektiv und realistisch, ohne Rücksicht darauf, wie inbrünstig die nationalistisch gesinnten südslawischen Linguisten das Gegenteil zu beweisen versuchen. [...] das Buch ist zweifellos eine der wichtigsten und wertvollsten Publikationen zu diesem Thema.“

„Snježana Kordićs Monographie ist zweifelsohne die Frucht der eingehenden Untersuchung der verschiedenen Aspekte der Sprachenpolitik in Kroatien und im ehemaligen Jugoslawien. Eine große Anzahl von Zitaten und das über fünfhundert Einheiten umfassende Literaturverzeichnis, das Werke deutscher, englischer, französischer, schwedischer, russischer, dänischer, kroatischer, serbischer und polnischer Forscher enthält, zeigen, dass Kordić während der Vorbereitung des Buchs ‘Jezik i nacionalizam’ ein breites Spektrum an einschlägiger Literatur durchstudiert hat. Das Ergebnis ist ein beeindruckendes Werk.“

Der deutsche Slawist Ulrich Obst stellt fest, „Sämtliche Pseudoargumente werden bravourös widerlegt“, und schließt seine Rezension mit folgenden Worten ab:

„Man möchte dem Buch mit Nachdruck wünschen, dass es vor allem bei den Personen, die im politischen und kulturellen Leben der betroffenen Staaten an prominenter Stelle stehen, auf fruchtbaren Boden fallen und dort, wo erforderlich, zu einem Umdenkungsprozess führen möge, so dass vielleicht auch im ehemaligen Jugoslawien ein entemotionalisierter Blick auf den gesamten Fragenkreis gefördert wird.“

## Publikationen
Vollständige Liste aller Publikationen von Snježana Kordić

### Bücher

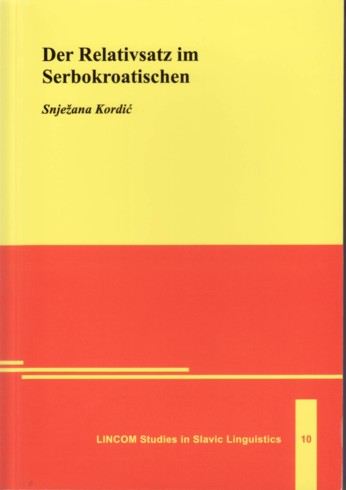
Kordićs Buch Der Relativsatz im Serbokroatischen

- Der Relativsatz im Serbokroatischen, Lincom Europa, München 1999 (= Lincom Studies in Slavic Linguistics, Band 10), Reprint 2002 und 2005, ISBN 3-89586-573-7, OCLC 42422661, DNB 956417647, SELIBR 6690649, BVB BV012582756, HEBIS 072424672, NEBIS 003808388, eingeschränkte Vorschau in der Google-Buchsuche (Inhaltsverzeichnis)
  - zunächst erschienen auf Serbokroatisch unter dem Titel: Relativna rečenica[35], Hrvatsko filološko društvo und Matica hrvatska, Zagreb 1995, 365 Seiten (= Znanstvena biblioteka HFD, Band 25), ISBN 953-6050-04-8, LCCN 97-154457, OCLC 37606491, doi:10.2139/ssrn.3460911, SELIBR 7994083, SWB 059073454, HEBIS 052511901, NEBIS 001575717, online lesen (oder archive.org)
- Serbo-Croatian, Lincom Europa, München 1997 (= Languages of the World/Materials, Band 148), Reprint 2006, ISBN 3-89586-161-8, OCLC 37959860, DNB 950901075, SELIBR 6690539, HEBIS 056522851, NEBIS 001818752 (Inhaltsverzeichnis (Memento vom 27. August 2012 auf WebCite))
- Kroatisch-Serbisch: ein Lehrbuch für Fortgeschrittene mit Grammatik. Buske, Hamburg 1997, ISBN 3-87548-162-3, OCLC 40305383, DNB 974026573, HEBIS 127830545, NEBIS 001838762 (2. Auflage 2004, ISBN 3-87548-382-0) und Tonkassette: 65 min HEBIS 127830618, eingeschränkte Vorschau in der Google-Buchsuche
- Wörter im Grenzbereich von Lexikon und Grammatik im Serbokroatischen, Lincom Europa, München 2001 (= Lincom Studies in Slavic Linguistics, Band 18), ISBN 3-89586-954-6, LCCN 2005-530314, OCLC 47905097, DNB 963264087, BVB BV014064174, HEBIS 102109745, NEBIS 004229571
  - erschienen auch auf Serbokroatisch unter dem Titel: Riječi na granici punoznačnosti[36], Hrvatska sveučilišna naklada, Zagreb 2002, ISBN 953-169-073-1, LCCN 2009-386657, OCLC 54680648, doi:10.2139/ssrn.3467413, SELIBR 8335022, GBV 532139364, online lesen (oder archive.org)
- Jezik i nacionalizam[37], Durieux, Zagreb 2010, 430 Seiten (= Rotulus Universitas), 2. Auflage 2018, ISBN 978-953-188-311-5, LCCN 2011-520778, OCLC 729837512, doi:10.2139/ssrn.3467646, SELIBR 11895519, BVB BV036789456, SWB 325931623, SBB 631256350, HBZ HT016586235, GBV 631256350, HEBIS 228117577, OBV AC08312201, NEBIS 006154608, online lesen (oder archive.org)
  - erschienen auch auf Spanisch unter dem Titel: Lengua y Nacionalismo,[38] Euphonía Ediciones, Madrid 2014, ISBN 978-84-936668-8-0, OL 16814702W, 2. Auflage 2021

### Soziolinguistische Aufsätze (Auswahl)

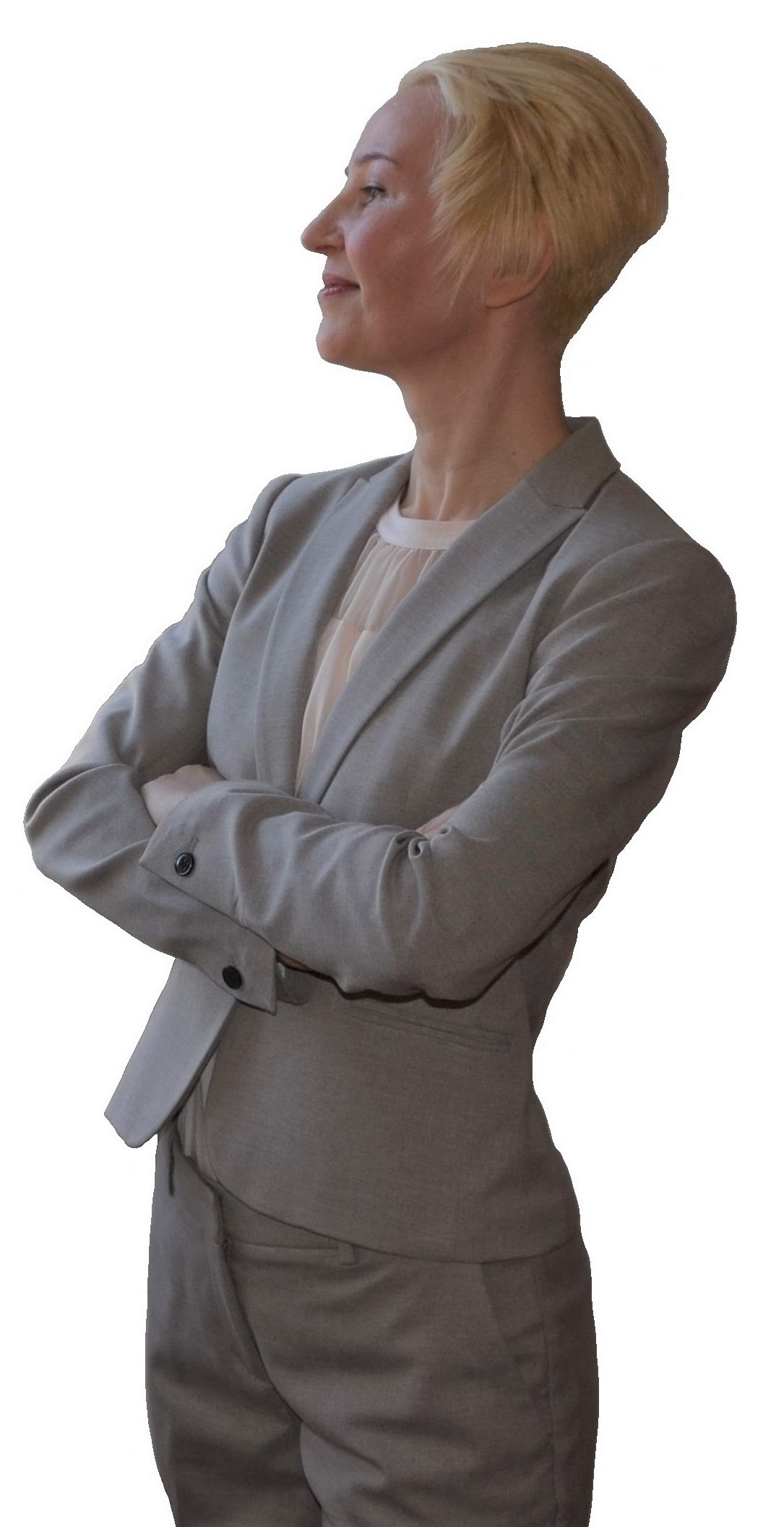
Snježana Kordić (2018)

- Pro und kontra: ‘Serbokroatisch’ heute. In: Slavistische Linguistik 2002: Referate des XXVIII. Konstanzer Slavistischen Arbeitstreffens, Bochum 10.9.-12.9.2002, Marion Krause, Christian Sappok (Hrsg.), Sagner, München 2004, S. 97–148. (= Slavistische Beiträge, Band 434) ISBN 3-87690-885-X, SSRN 3434516, ÖNB AC05094207, online lesen (PDF; 4,2 MB)

- Die aktuelle Sprachzensur in Kroatien. In: Sprache – Literatur – Politik: Osteuropa im Wandel. Bernhard Symanzik, Gerhard Birkfellner, Alfred Sproede (Hrsg.), Dr. Kovač, Hamburg 2004, S. 259–272. (= Studien zur Slavistik, Band 10) ISBN 3-8300-1215-2, HBZ HT015263654, ÖNB AC05170293, SWB Online-Katalog 377965308, online lesen (PDF; 1,1 MB)

- Sprache und Nationalismus in Kroatien. In: Studia Philologica Slavica: Festschrift für Gerhard Birkfellner zum 65. Geburtstag gewidmet von Freunden, Kollegen und Schülern: Teilband I. Bernhard Symanzik (Hrsg.), Lit, Berlin 2006, S. 337–348. (= Münstersche Texte zur Slavistik, Band 4) ISBN 3-8258-9891-1, HBZ HT015261015, ÖNB AC06110292, online lesen (PDF; 1,2 MB)

- Nationale Varietäten der serbokroatischen Sprache. In: Bosnisch – Kroatisch – Serbisch als Fremdsprachen an den Universitäten der Welt. Biljana Golubović, Jochen Raecke (Hrsg.), Sagner, München 2008, S. 93–102. (= Die Welt der Slaven, Sammelbände – Sborniki, Band 31) ISBN 978-3-86688-032-0, SSRN 3434432, ÖNB AC07155292, online lesen (PDF; 1,3 MB)

- Plurizentrische Sprachen, Ausbausprachen, Abstandsprachen und die Serbokroatistik. In: Zeitschrift für Balkanologie. XLV, 2 (2009), Wiesbaden, S. 210–215. ISSN 0044-2356, OCLC 680567046, JSTOR:10.13173/zeitbalk.45.2.0210, online lesen

- Moderne Nationalbezeichnungen und Texte aus vergangenen Jahrhunderten. In: Zeitschrift für Balkanologie. XLVI, 1 (2010), Wiesbaden, S. 35–43. ISSN 0044-2356, ZDB-ID 201058-6, JSTOR:10.13173/zeitbalk.46.1.0035, online lesen

- Sprach(en)politik: Aufklären oder verschleiern?. In: Sprach(en)politik in Bosnien und Herzegowina und im deutschsprachigen Raum: Sammelband zur gleichnamigen Konferenz vom 22. März 2011 in Sarajevo. Saša Gavrić (Hrsg.), Goethe-Institut Bosnien und Herzegowina, Österreichische Botschaft, Schweizer Botschaft, Sarajevo 2011, ISBN 978-9958-1959-1-4, S. 68–75, SSRN 3434548, online lesen (PDF; 1,1 MB)

- Sprachpolitik in Jugoslavien und welche Erfahrungen Europa daraus gewinnen kann. In: Cronotopi slavi: Studi in onore di Marija Mitrović. Persida Lazarević Di Giacomo, Sanja Roić (Hrsg.), Firenze University Press, Firenze 2013, S. 235–247. (= Biblioteca di Studi Slavistici, Band 20) ISBN 978-88-6655-427-1, SSRN 3434482, online lesen (PDF; 1,2 MB)

### Systemlinguistische Aufsätze (Auswahl)
- Genitiv/Akkusativ-Synkretismus beim kroatisch-serbischen Relativpronomen. In: Zeitschrift für Slawistik. XL, 2 (1995), Berlin, S. 202–213. doi:10.1524/slaw.1995.40.2.202. ISSN 0044-3506, ZDB-ID 200198-6, ÖNB AC07269992, EBSEES 39465, online lesen (PDF; 1,3 MB)

- Possessivitätsausdruck durch Relativpronomen im Kroatisch-Serbischen. In: Die Welt der Slaven. XL, 2 (1995), München, S. 328–340. ISSN 0043-2520, ZDB-ID 202661-2, ÖNB AC07264858, EBSEES 39466, online lesen (PDF; 1,2 MB)

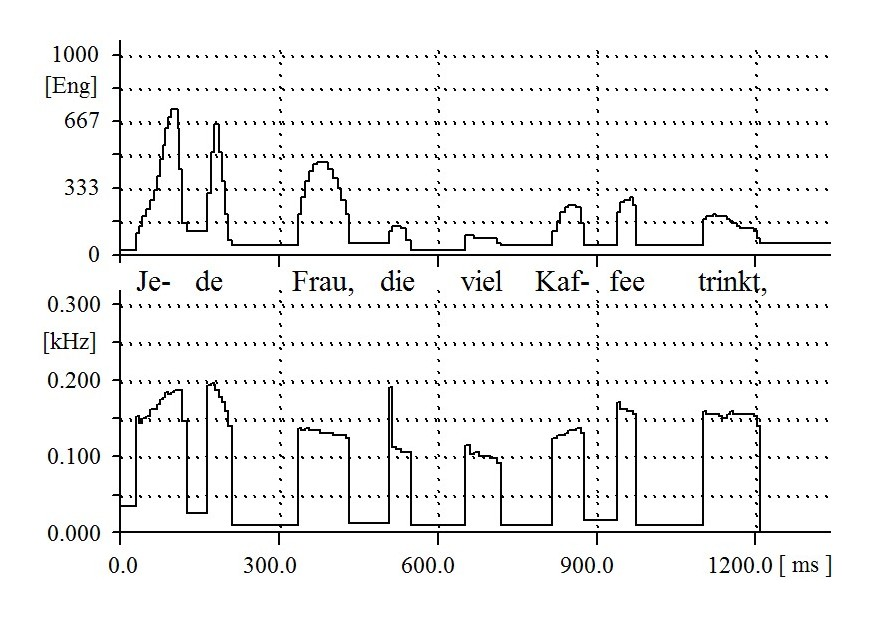
Intonation eines restriktiven Relativsatzes (Kordić)

- Intonation eines restriktiven Relativsatzes (Kordić)Pronomina im Antezedenten und Restriktivität/Nicht-Restriktivität von Relativsätzen im Kroatoserbischen und Deutschen. In: Slavjano-germanskie jazykovye paralleli / Slawisch-germanische Sprachparallelen. Adam Evgen’evič Suprun, Helmut Jachnow (Hrsg.), Belorusskij gosudarstvennyj universitet, Minsk 1996, S. 163–189. (= Sovmestnyj issledovatel’skij sbornik slavistov universitetov v Minske i Bochume) OCLC 637166830, SSRN 3434472, online lesen (PDF; 2,4 MB)

- Existenzsätze in den südslavischen Sprachen. In: Beiträge zum XII. Internationalen Slavistenkongreß Krakau 1998. Hans Rothe, Helmut Schaller (Hrsg.), Sagner, München 1998, S. 31–49. (= Marburger Abhandlungen zur Geschichte und Kultur Osteuropas, Band 38) ISBN 3-87690-628-8, SSRN 3434467, online lesen (PDF; 1,8 MB)

- Kausalität und Gradation in derselben Konstruktion. In: Vertogradъ mnogocvětnyj: Festschrift für Helmut Jachnow. Wolfgang Girke, Andreas Guski, Anna Kretschmer (Hrsg.), Sagner, München 1999, S. 119–130. (= Specimina Philologiae Slavicae, Band 64) ISBN 3-87690-723-3, SSRN 3434460, online lesen (PDF; 1,2 MB)

- Personal- und Reflexivpronomina als Träger von Personalität. In: Personalität und Person. Helmut Jachnow, Nina Mečkovskaja, Boris Norman, Bronislav Plotnikov (Hrsg.), Harrassowitz, Wiesbaden 1999, S. 125–154. (= Slavistische Studienbücher, Neue Folge, Band 9) ISBN 3-447-04141-2, SSRN 3434465, HBZ TT002136193, online lesen (PDF; 2,6 MB)

- Aktuelle Europäisierung südslavischer Sprachen. In: Zeitschrift für Balkanologie. XXXVI, 2 (2000), Wiesbaden, S. 167–177. ISSN 0044-2356, ZDB-ID 201058-6

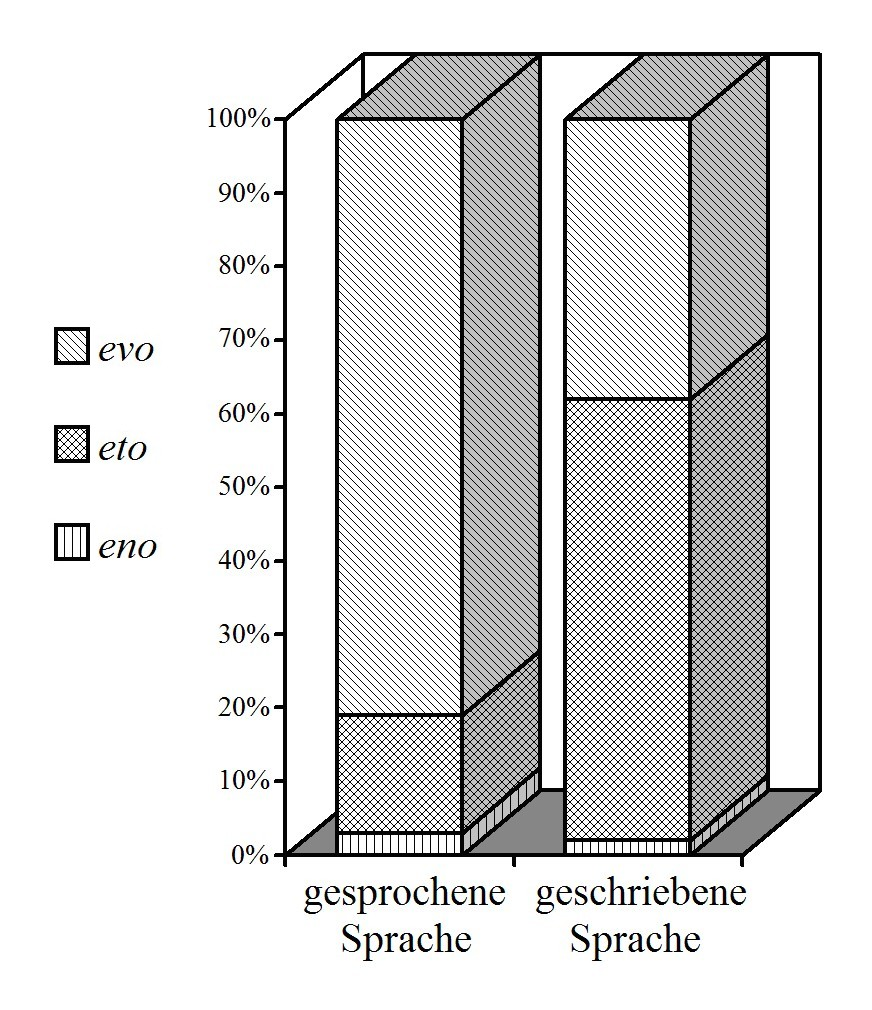
Vorkommenshäufigkeit von Zeigewörtern (Kordić)

- Vorkommenshäufigkeit von Zeigewörtern (Kordić)Nominale Variationen in Sätzen mit evo/eto/eno im Kroatisch-Serbischen. In: Variierende Markierungen von Nominalgruppen in Sprachen unterschiedlichen Typs. Winfried Boeder, Gerd Hentschel (Hrsg.), BIS, Oldenburg 2000, S. 219–233. (= Studia Slavica Oldenburgensia, Band 4) ISBN 3-8142-0739-4, OCLC 249062105, ÖNB AC05430072, online lesen (PDF; 1,1 MB)

- Die grammatische Kategorie des Numerus. In: Quantität und Graduierung als kognitiv-semantische Kategorien. Helmut Jachnow, Boris Norman, Adam E. Suprun (Hrsg.), Harrassowitz, Wiesbaden 2001, S. 62–75. (= Slavistische Studienbücher, Neue Folge, Band 12) ISBN 3-447-04408-X, SSRN 3434454, online lesen (PDF; 1,2 MB)

- Das verallgemeinernde čovjek ‘man’ im Kroatoserbischen. In: Frau und Mann in Sprache, Literatur und Kultur des slavischen und baltischen Raumes. Bernhard Symanzik, Gerhard Birkfellner, Alfred Sproede (Hrsg.), Dr. Kovač, Hamburg 2002, S. 165–187. (= Schriften zur Kulturwissenschaft, Band 45) ISBN 3-8300-0641-1, HBZ HT015265089, ÖNB AC05140098, online lesen (PDF; 1,8 MB)

- Demonstrativpronomina in den slavischen Sprachen. In: Die Übersetzung als Problem sprach- und literaturwissenschaftlicher Forschung in Slavistik und Baltistik. Bernhard Symanzik, Gerhard Birkfellner, Alfred Sproede (Hrsg.), Dr. Kovač, Hamburg 2002, S. 89–116. (= Studien zur Slavistik, Band 1) ISBN 3-8300-0714-0, SSRN 3434530, HBZ HT015264114, online lesen (PDF; 2,1 MB)

- Ändert sich das serbokroatische System der Lokaladverbien?. In: Funktionale Beschreibung slavischer Sprachen: Beiträge zum XIII. Internationalen Slavistenkongress in Ljubljana. Tilman Berger, Karl Gutschmidt (Hrsg.), Sagner, München 2003, S. 115–137. (= Slavolinguistica, Band 4) ISBN 3-87690-844-2, SSRN 3434444, BibSlavKon 1023, online lesen (PDF; 1,8 MB)

- Kann man Schmetterlinge zählen?. In: Morphologie – Mündlichkeit – Medien: Festschrift für Jochen Raecke. Tilman Berger, Biljana Golubović (Hrsg.), Dr. Kovač, Hamburg 2008, S. 171–178. (= Studien zur Slavistik, Band 15) ISBN 978-3-8300-3589-3, SSRN 3434434, online lesen (PDF; 749 kB)

- Komplexe Satzmuster. In: Die slavischen Sprachen / The Slavic Languages: Ein internationales Handbuch zu ihrer Struktur, ihrer Geschichte und ihrer Erforschung / An International Handbook of their Structure, their History and their Investigation: Band I. Sebastian Kempgen, Peter Kosta, Tilman Berger, Karl Gutschmidt (Hrsg.), de Gruyter, Berlin, New York 2009, ISBN 978-3-11-015660-7, S. 592–607, SSRN 3434429, ÖNB AC07371652, online lesen (PDF; 1,5 MB)